# أيلمير (أونتاريو)
أيلمير، أونتاريو (بالإنجليزية: Aylmer) هي مدينة كندية تقع في مقاطعة أونتاريو. تبلغ مساحة هذه المدينة 6.2244 (كم²)، ويبلغ عدد سكانها 7069 نسمة حسب إحصاء سنة 2006 م، بينما كان يسكنها 7158 نسمة في سنة 2001 م. تحتل هذه المدينة المرتبة رقم 516 بين مدن كندا حسب عدد السكان والمرتبة رقم 186 في المقاطعة. النمو سكاني في هذه المدينة يقدر بـ(-1.2).

## أعلام
- تشارلز فانس ميلر
- ديفيد تومسون

## وصلات خارجية
- الأطلس الحكومي لكندا
- إحصاءات كندا مع ساعة تعداد السكان